# Peter Bischoff (Bürgermeister)
Peter Bischoff (* 5. Februar 1655 in Steinberg; † 12. Juli 1721 in Flensburg) war ein deutscher Kaufmann und Bürgermeister.

## Leben
Bischoff war der Sohn des Hufners Simon Bischoff und dessen Frau Christina, geb. Brun. 1669 kam er als Knecht auf den Nachbarhof des Vaters. Zwei Jahre später wurde er „Kaufmanns-Junge“ beim Flensburger Kaufmann Magnus Paulsen, für den er auch insgesamt 29 längere Handelsreisen unternahm. 1639 stieg er zum Kaufgesellen auf und erhielt das Bürgerrecht in Flensburg. 1689 heiratete er die Tochter seines Dienstherren Magnus Paulsen, Anna Magnussen. 1690 konnte er ein eigenes Haus in der Großen Straße 32 erwerben und wurde Teilhaber seines Dienstherren und Schwiegervaters Magnus Paulsen. Bischoff stieg in der Flensburger Bürgerschaft weiter auf, wurde Mitglied und später Ältermann der Kaufmannsgilde, Kirchengeschworener von St. Marien und 1693 Deputierter Bürger.
Von 1697 bis 1710 war er Hospitalvorsteher, von 1698 bis 1701 Bau- und Brückenherr, 1701 Ratsverwandter, zwei Mal Kämmerer für St. Marien und von 1709 bis 1710 Kapitän der Bürgerwehr. Von 1710 bis 1721 war Peter Bischoff dann Bürgermeister von St. Marien. 